# Eumops auripendulus
Eumops auripendulus (Shaw, 1800) è un pipistrello della famiglia dei Molossidi diffuso nel Continente americano.

## Descrizione

### Dimensioni
Pipistrello di medie dimensioni, con la lunghezza della testa e del corpo tra 75 e 92 mm, la lunghezza dell'avambraccio tra 57 e 63 mm, la lunghezza della coda tra 43 e 54 mm, la lunghezza del piede tra 12 e 18 mm, la lunghezza delle orecchie tra 19 e 25 mm e un peso fino a 35 g.

### Aspetto
La pelliccia è lunga e brillante. Le parti dorsali sono marroni scure o nerastre con la base dei peli più chiara, mentre le parti ventrali sono bruno-grigiastre scure. La testa è larga ed appiattita, le labbra sono lisce. Le orecchie sono nerastre, larghe, triangolari, piegate in avanti e unite alla base anteriore. Il trago è  piccolo ed appuntito, mentre l'antitrago è grande e semi-circolare. Le membrane alari sono nerastre e attaccate posteriormente sulle caviglie. La coda è lunga, tozza e si estende per circa la metà oltre l'uropatagio. Nei maschi è presente una sacca golare. Il cariotipo è 2n=42-52 FNa=60-62.

## Biologia

### Comportamento
Si rifugia in gruppi talvolta superiori a 15 individui nelle cavità degli alberi, negli attici e sotto i tetti. Il suo volo è rapido, diretto ed effettuato ad altezze elevate fino a 23 metri dal suolo.

### Alimentazione
Si nutre di insetti.

### Riproduzione
Femmine gravide sono state catturate nei mesi di febbraio, agosto e novembre, mentre altre che allattavano sono state catturate ad agosto. Danno alla luce un piccolo alla volta nel mese di marzo.

## Distribuzione e habitat
Questa specie è diffusa dal Messico meridionale fino all'Argentina settentrionale. È inoltre presente sulle isole di Trinidad e in Giamaica.
Vive nelle foreste decidue, semi-decidue e nelle savane fino a 2.000 metri di altitudine.

## Tassonomia
Sono state riconosciute 2 sottospecie:
- E.a.auripendulus: dal Messico meridionale e Penisola dello Yucatán, attraverso il Guatemala, Belize, Honduras, El Salvador, Nicaragua, Costa Rica, Panama fino alla Colombia, Venezuela, Guyana, Suriname, Guyana francese, Ecuador, Perù settentrionale ed orientale, Bolivia, Argentina centro-settentrionale, Paraguay occidentale e Brasile occidentale e centrale. È inoltre presente sull'isola di Trinidad e in Giamaica;
- E.a.major (Eger, 1974): Brasile e Paraguay orientali, Argentina nord-orientale.

## Conservazione
La IUCN Red List, considerato il vasto areale e la popolazione presumibilmente numerosa, classifica E.auripendulus come specie a rischio minimo (Least Concern)).